# A Thought Crushed My Mind
A Thought Crushed My Mind – drugi album w dorobku szwedzkiej grupy Blindside.

## Lista utworów
1. "Vow of Silence" – 3:47
2. "As You Walk" – 4:07
3. "King of the Closet" – 4:03
4. "My Mother's Only Son" – 5:43
5. "Act" – 3:46
6. "Silver Speak" – 3:27
7. "Where Eye Meets Eye" – 3:46
8. "Nara" – 4:44
9. "In The Air of Truth" – 3:00
10. "Across Waters" – 4:31
11. "Nothing But Skin" – 4:29